# اسموکی ریور
اسموکی ریور (به انگلیسی: Smoky River) رودخانه‌ای است که در کانادا جریان دارد.